# 卡萨尔孔巴
卡萨尔孔巴是葡萄牙阿威罗区的一个堂区。总面积19.2平方公里，总人口3298人，人口密度171.8人/平方公里。